# Kolozsváron született matematikusok listája
Ez a lista Bolyai János mellett azokat a Kolozsváron született matematika szakot végzetteket tartalmazza, akik doktorátust szereztek, és egyetemen tanítottak vagy tanítanak.
| Ábécé szerinti tartalomjegyzék                      |
| --------------------------------------------------- |
| A B C D E F G H I J K L M N O P Q R S T U V W X Y Z |

## B
- Balas Egon (1922–2019)
- Bolyai János (1802–1860)

## C
- Grigore Călugăreanu (1946–)

## D
- Dávid Lajos (1881–1962)
- Dezső Gábor (1947–2006)

## G
- Gergely Jenő (1896–1974)
- Goldner Gábor (1940–2011)

## H
- Hamburg Péter (1929–)
- Huťa Anton (1915–2000) szlovák matematikus, aki Pozsonyban tanított

## M
- Marchiş Julianna (1976–)

## N
- Németh Sándor (1938–)

## O
- Orbán Béla (1929–2016)

## S
- Somogyi Ildikó (?–)

## Sz
- Szántó Csaba (1975–)
- Szőkefalvi-Nagy Béla (1913–1998)

## T
- Trif Damian (1948–)

## V
- Veress Pál (1893–1945)

## W
- Wald Ábrahám (1902–1950)